# Джон Доуленд
Джон Доуленд (англ. John Dowland; 2 січня 1563-20 лютого 1626) — англійський композитор і лютніст.
Творча спадщина налічує кілька збірок сольних п'єс (часто з танцювальною основою: павани, гальярди та ін.), пісні для голосу і лютневого супроводу, ансамблі з участю лютні. Загальний настрій музики Доуленда, як правило, меланхолійний: недарма одна з його п'єс називалася «Завжди Доуленд, завжди сумний» (гра слів, заснована на паронімічній близькості звучання прізвища Доуленд і лат. dolens) .
Інтерес до музики Доуленда зріс у XX столітті з загальним зростанням інтересу до музичної культури бароко, а також розширенню репертуару академічної гітари за рахунок лютневої музики. Варіації на тему Доуленда були складені Бенджаміном Бріттеном для гітариста і лютніста Джуліана Бріма. Пісні Доуленда виконували Емма Кіркбі, Елвіс Костелло і Стінг.
На честь Доуленда названий кратер на Меркурії.